# Mulasses de Vilanova i la Geltrú

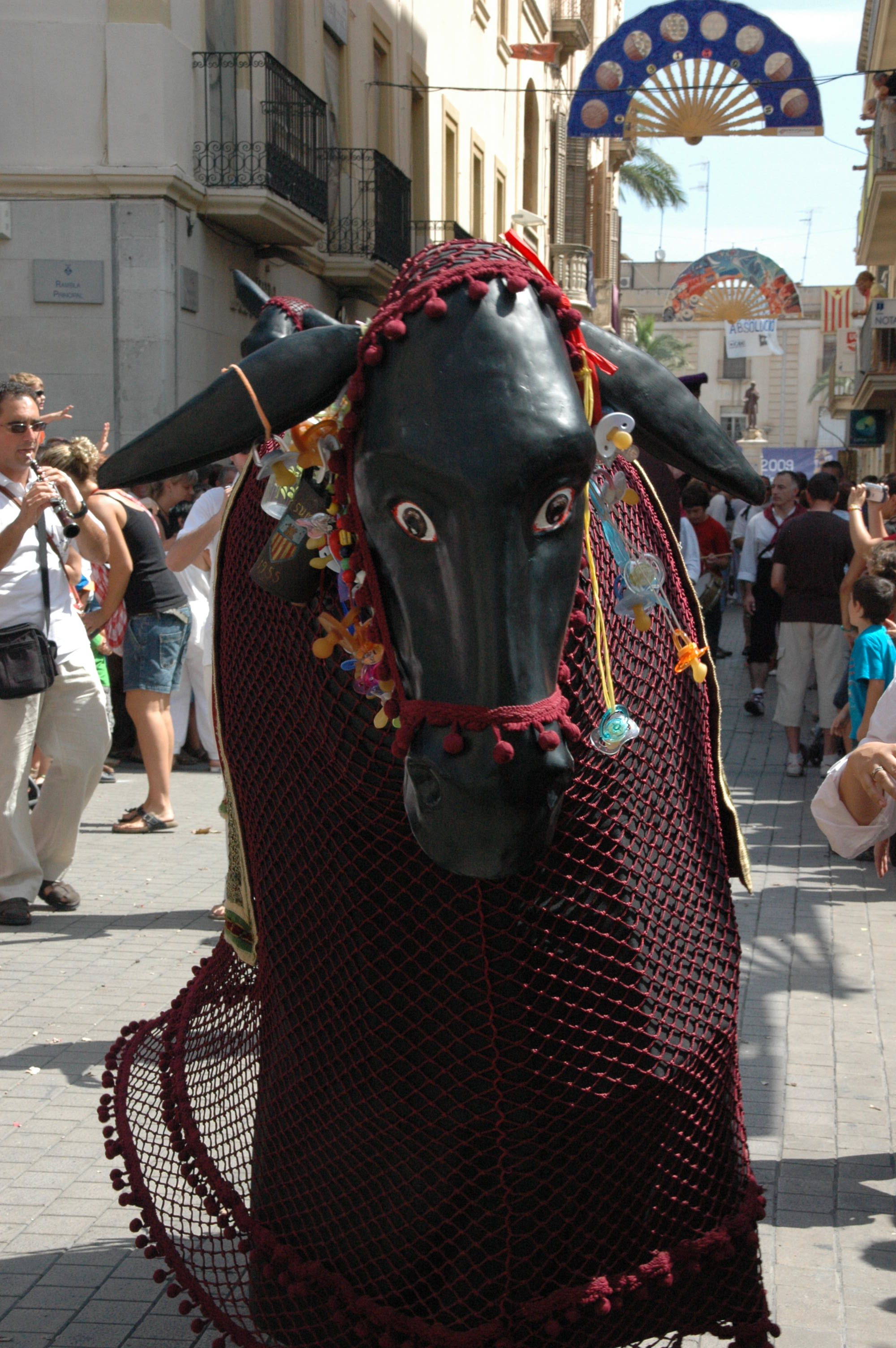
Mulassa 'la Presumida'

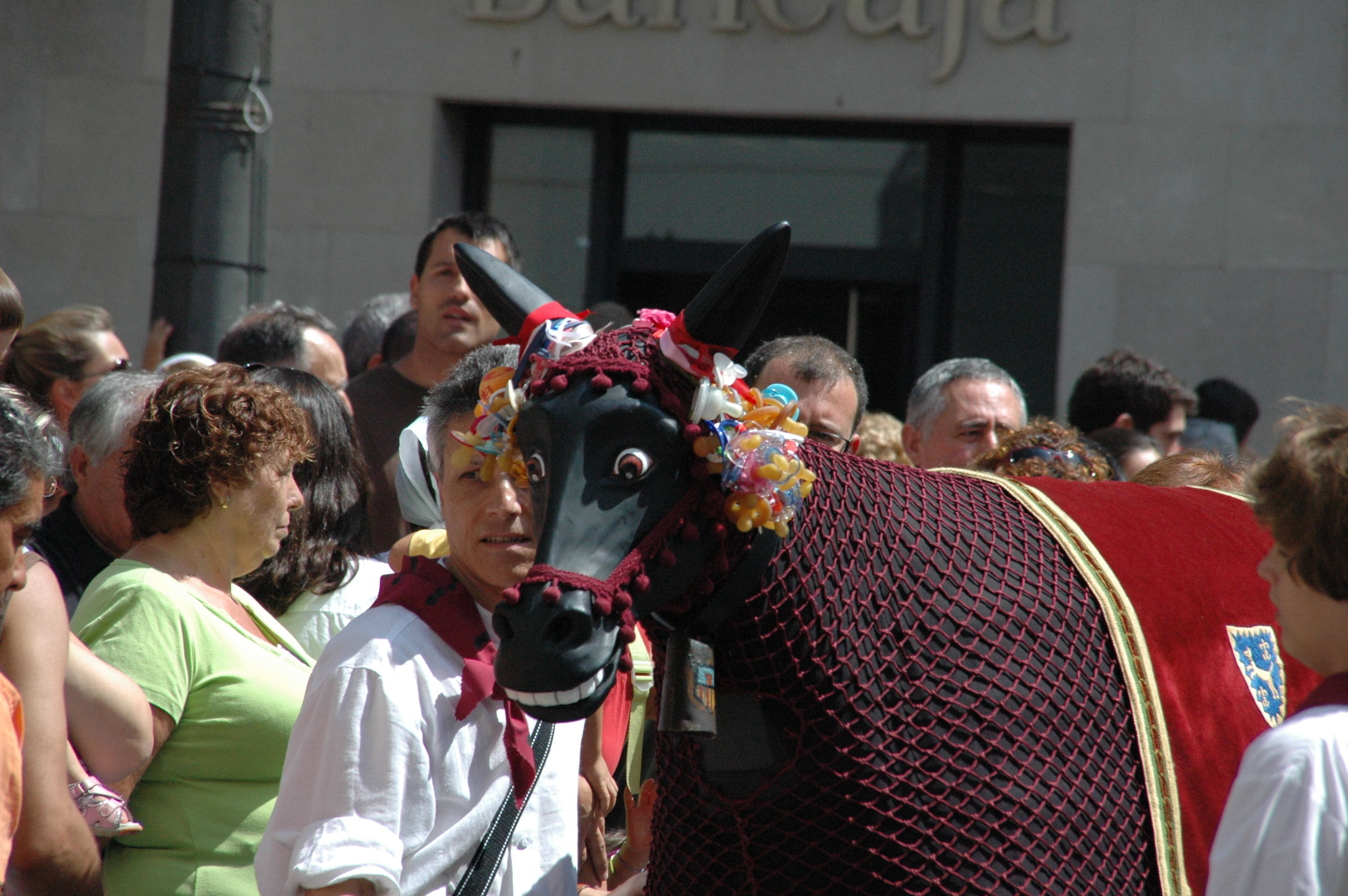
Mulassa 'la Cabreta'

La mulassa de Vilanova i la Geltrú és una peça zoomòrfica que forma part dels entremesos de Vilanova i la Geltrú. La Mulassa és l'element més juganer de la cercavila i representa una mula de grans dimensions i d'aquí prové el nom amb què els ciutadans la coneixen.
A Vilanova i la Geltrú conviuen tres mulasses: la Mulassa, coneguda com 'La boja', la Presumida i la Cabreta. Els acompanyants de la Mulassa porten camisa blanca, mocador granat amb punts negres, faixa vermella, pantaló negre i espardenyes.

## Història
Les primeres notícies que es tenen de la Mulassa daten de començaments del segle xvii, concretament del 1629, mitjançant un document existent a la parròquia de Sant Antoni que documenta el pagaments per part dels "sagristants" (organitzadors de la festa) d'uns "gastos de mulassa" de 16 sous. Al 1907 s'apunten les despeses de pintar els gegants i la mulassa en el llibre de comptes de la parròquia de Sant Antoni. La primera representació gràfica de la figura la trobem en un petit dibuix al cadastre municipal de l'any 1739.
Fins a l'any 1779 la Mulassa era un animal ferotge i ofensiu, ja que portava petards a la boca. A partir d'aquesta data i com a conseqüència d'unes disposicions oficials dictades a Barcelona va deixar de llançar foc, passant a ser un animal pacífic. No va ser fins al 1812 que va sortir per la Festa Major. L'any 1808 apareix un Mulassó que coexisteix amb la Mulassa fins al 1856. L'any 1902 la Mulassa gran és restaurada amb motiu del Concurs de Gegants, tot i que finalment no viatja a Barcelona amb el drac i els gegants.
Com d'altres entremesos de la vila desapareix l'any 1936 a l'Estadi Olímpic de Barcelona, coincidint amb l'esclat de la Guerra Civil, i Vilanova i la Geltrú es queda sense Mulassa fins al 1947 en què se'n crea una de nova gràcies a una subscripció popular. Es tracta de la Mulassa grossa, també coneguda com 'La Boja', una rèplica de l'anterior de 1902. Posteriorment, el 1955, es crea una segona mulassa (o Mulassó) més petita anomenada Presumida i que va ser apadrinada per María José Galcerán. Aquesta mulassa té la particularitat de moure una orella. Finalment l'any 1984 apareix una tercera mulassa, la més petita de les tres, anomenada Cabreta. L'any 1997, coincidint amb el 50è aniversari de la bèstia, la colla de portants de l'Agrupació de Balls Populars de Vilanova i la Geltrú promou la reforma de la Mulassa gran, motiu pel qual aquell mateix any estrenà un nou cap, a banda de refer les mantes de vellut, brodar-se de nou els escuts, arreglar-se els guarniments de les cues i col·locant-se nous picarols de les tres mulasses. El cap antic es diposita al Museu Balaguer.
El 3 d'agost, antevigília de la Festa Major de la Mare de Déu de les Neus, les tres mulasses són les encarregades de recollir els xumets de la canalla de Vilanova en una festa que es va instaurar l'any 2008 i va sorgir de forma espontània, quan es va constatar que molts pares donaven els xumets a les Mulasses.